# رشاد باركسديل
رشاد باركسديل (بالإنجليزية: Rashad Barksdale)‏ هو لاعب كرة قدم أمريكية أمريكي، ولد في 11 مايو 1984 في هدسون في الولايات المتحدة.

## وصلات خارجية
- رشاد باركسديل على موقع مرجع كرة القدم المحترفة.كوم (الإنجليزية)